# 輝け!!新人紅白歌合戦
『輝け!!新人紅白歌合戦』（かがやけ しんじんこうはくうたがっせん）は、1976年5月8日から同年9月25日までTBSで放送された音楽番組である。放送時間は毎週土曜 17時00分 - 17時30分 (JST) 。

## 概要
月替わりで紅白それぞれ8組の新人歌手たちを招き、その中から4人ずつを選んで『NHK紅白歌合戦』形式で歌わせていた番組である。司会は玉置宏が、アシスタントは清水京子が務めた。また、白組キャプテンは毒蝮三太夫が、紅組キャプテンは小牧りさが務めた。審査員は小学校三年生から六年生までの子供たち計50人で、各対戦が終わった後に紅白のどちらが良かったのかをボタンを押して得点を出していた。最終的に合計得点の多い方が優勝となり、さらに優勝チームの中から最も活躍した歌手には「最優秀選手賞」が与えられた。
白組キャプテンの毒蝮は、かつて同局で放送されていた『ウルトラマン』でアラシ隊員を、『ウルトラセブン』でフルハシ隊員を演じていた。そして紅組キャプテンの小牧は、NET（現・テレビ朝日）の『秘密戦隊ゴレンジャー』でペギー松山（モモレンジャー）を演じていたことから、新旧の特撮番組のレギュラー出演者が対決する形となった。なお司会の玉置は、小牧を紹介する際には「モモレンジャーのお姉さん」と呼んで紹介していた。

## 出演歌手
- 影山美紀
- 神保美喜
- 朝田のぼる
- 新沼謙治
- 異邦人
- 北村優子
- ピンク・レディー
- 清水健太郎

## 備考
- 音楽は、当時同局で放送されていた『UFO戦士ダイアポロン』の主題歌や、フジテレビの『タイムボカン』の主題歌を手掛けた山本正之が担当した。初期には山本が白組メンバーとして参加し、『ダイアポロン』の主題歌（本家は子門真人）を歌ったことがある。
- 紅組キャプテンの小牧は『ゴレンジャー』との区別のために、この番組ではワンピースとハイヒールを衣装にしていた。